# ستيفن فيشر
ستيفن فيشر (بالإنجليزية: Steven Fisher)‏ هو دبلوماسي بريطاني، ولد في 7 فبراير 1965 في Tiddington, Warwickshire ‏ في المملكة المتحدة.